# Shimazaki Shigekazu

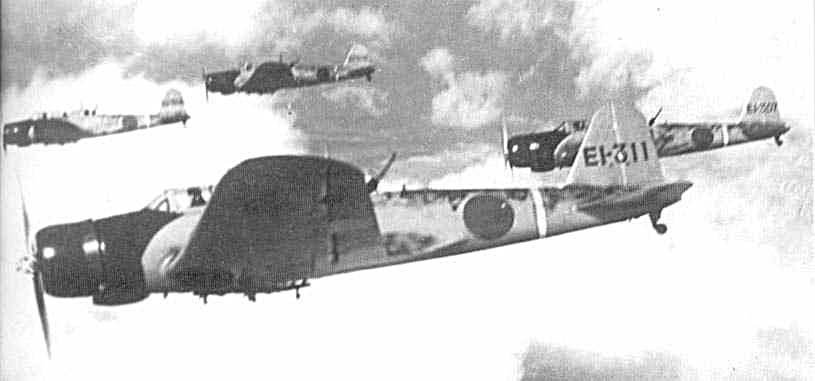
Nakajima B5N2 "Kate" bombardero-torpedero del portaaviones Shōkaku. La matrícula de cola 'EI-311' indica que este fue uno de los aviones de ataque dirigidos por Shimazaki durante el ataque a Pearl Harbor.

Shimazaki Shigekazu (嶋崎 重和?   , Ōita, 9 de septiembre de 1908 - cerca de Taiwán, 9 de enero de 1945) fue un militar y piloto de guerra japonés perteneciente al Servicio Aéreo de la Armada Imperial Japonesa. Con el grado de teniente-comandante lideró la segunda ola de ataque en el Ataque a Pearl Harbor del 7 de diciembre de 1941, durante la Segunda Guerra Mundial.

## Biografía

### Juventud y formación militar
Shimazaki era originario de la prefectura de Oita. En 1929 se graduó de la 57.ª clase de la Academia Naval Imperial Japonesa, situándose en el 31.º puesto de un total de 122 cadetes. Sirvió como guardiamarina en los cruceros Iwate y Haguro, tras lo cual, ya como segundo teniente, fue transferido al Servicio Aéreo de la Armada Imperial, enrolándose en el entrenamiento aéreo en 1932. Dos años más tarde ya servía en Kasumigaura como instructor en el pilotaje y las técnicas de vuelo con los bombarderos torpederos.
Entre 1935 y 1937 alternó periodos de servicio como comandante de sección en el portaaviones Kaga y también en los entrenamiento en tierra. Con el inicio de la segunda guerra sino-japonesa en 1937, su grupo aéreo fue enviada a una base en Shanghái, donde llevó a cabo una serie de misiones de bombardeo cuando la escalada bélica entre Japón y China se intensificó. Entre marzo y diciembre de 1938 fue trasladado al portaaviones Sōryū, para más tarde volver a Yokosuka como instructor. Volvió a emprender misiones de combate desde el Akagi entre noviembre de 1939 y noviembre de 1940, cuando fue ascendido a capitán de corbeta.

### Segunda Guerra Mundial
Shimazaki ha pasado a la historia como el líder de la segunda ola de ataque a Pearl Harbor el 7 de diciembre de 1941. Durante el asalto aéreo él pilotaba un Nakajima B5N "Kate" y dirigió un grupo de ataque de 54 bombarderos de alto nivel y 78 bombarderos en picado. Por este éxito tanto él como Mitsuo Fuchida, el líder de la primera ola de ataque, fueron galardonados con una audiencia con el Emperador  en el Palacio Imperial de Tokio el 25 de diciembre.
Cuatro meses más tarde, Shimazaki volvió a bordo del portaaviones Zuikaku y participó en el asalto a Trinkomalee el 9 de abril de 1942, durante el cual 18 "Kates" bombardearon las instalaciones de tierra de esta ciudad portuaria de Ceilán. En mayo Shimazaki participó en la Batalla del Mar de Coral, donde una vez más obtuvo un notable éxito cuando sus aviones torpederos inmovilizaron al USS Lexington, que más tarde se hundió. Anteriormente, Lexington ya había hundido al portaaviones Shōhō. En la mañana del 7 de mayo su grupo de ataque despegó del Zuikaku en busca de más portaaviones estadounidenses. A pesar de que no encontraron los transportistas, se encontraron con el petrolero USS Neosho y su escolta, el destructor USS Sims. Shimazaki inmediatamente ordenó a sus bombarderos que atacaran, hundiendo al Sims y dañando gravemente al Neosho.
En julio de 1942 fue trasladado al Distrito Naval de Kure, y a partir de entonces pasó el resto de la guerra como oficial aéreo destinado en una base terrestre. Fue ascendido a comandante en octubre de 1944. Shimazaki fue muerto en acción el 9 de enero de 1945 cerca de Taiwán, cuando ejercía de oficial de Estado Mayor de la 3.ª Flota Aérea de la Marina Imperial. Fue ascendido póstumamente al grado de Contraalmirante.